# 青山沙也香
青山沙也香 （あおやま さやか、1990年8月25日 - ）は日本の元タレント、元グラビアアイドル。
血液型は、Ｏ型。出身地は、京都府京都市。趣味は、ショッピングとカラオケ。　　